# 中央军委训练管理部办公厅
中央军委训练管理部办公厅（综合局），位于北京市，是中央军事委员会训练管理部下属厅（局），负责该部综合业务。

## 沿革
在深化国防和军队改革中，2016年1月组建中央军事委员会训练管理部。中央军委训练管理部新设中央军委训练管理部办公厅（综合局）。

## 历任主任
| 中央军委训练管理部办公厅主任 | 中央军委训练管理部办公厅副主任 |